# Sumatra's Westkust
Sumatra's Westkust was een residentie in Nederlands-Indië aan de westkust van Sumatra. Het gebied bestond uit de Padangse Bovenlanden; het middelste gedeelte van de kuststreek van Sumatra; en de Mentawai- en Batoe-eilanden. De hoofdplaats was Padang.
Sumatra's Westkust werd in 1915 een residentie. Tot 1862 werd het gebied bestuurd door een hoofdofficier, en van 1862 tot 1915 door een civiel gouverneur. Bekende bestuurders van Sumatra's Westkust waren Andreas Victor Michiels (1838-1849) en Jan van Swieten (1849-1858). Begin oktober 1842 arriveerde de controleur Eduard Douwes Dekker in Sumatra's Westkust.
Dominee Marius Buys maakte in 1878 en 1879 dienstreizen in het gebied. Zijn indrukken verschenen tussen 1878 en 1882 als feuilleton in de Opregte Haarlemsche Courant, en vervolgens als boek.